# Blagovestnika Slovanov
Blagovestnika Slovanov je zgodovinski roman, delo Zore Piščanc, ki je izšel leta 1984. Zora Piščanc je roman napisala ob 1100-letnici smrti sv. Metoda .

## Vsebina
Zgodba se dogaja v 9. stoletju v Solunu. Prične se z otroštvom Konstantina, Metodovega brata. Otroštvo opisuje prigode Konstantina in njegovega zvestega prijatelja Klimenta. Konstantin je poskušal doseči najvišjo modrost, zato se je učil in prebiral knjige dneve in noči. Oznanjal je tudi vero Slovanom, ki so živeli v okolici. Pri sedemnajstih letih se mu je izpolnila velika želja: prestopil je mestna vrata Carigrada kot učenec. Tam je živel in se šolal pod okriljem prijatelja pokojnega očeta, Teoktisa. V tem času je vladala kraljica Teodora, ki je bila razumevajoča do samih učenjakov kot do vere. Konstantina so večkrat poslali na diplomatska pogajanja z drugimi ljudstvi, ki jih je tudi uspešno rešil. Zaradi psihične utrujenosti se je Konstantin umaknil v samostan, kjer je služboval njegov brat Metod. Skupaj sta pridobila veliko število zvestih učencev, ter začela pisati Slovanske pismenke za učenje Slovanov. Po zastavljenem cilju so se odpravili na pot, kjer so se dogajali tudi čudeži. Ljudje so pričeli slaviti Konstantina ter se pod vodstvom njega, Metoda ter učencev pričeli množično pokristjanjevati. Ko so prispeli do Moravske pa so se pričele stvari zapletati. Konstantin je bil vedno šibkejši, Metod je pristal v ječi. Konstantina so Slovani oklicali za Cirila, ter njega in Metoda slavili kot svetnika. Slovanom sta prinesla pismenost, razširila sta jim obzorja in jim vrnila vero v ljudi, Boga ter samih sebe.
Čeprav je delo Blagovestnika Slovanov zgodovinski roman vsebuje predvsem prepričanje v Boga in širjenje krščanske vere. Spoznamo stvari ter doživljanja širitve vere in predanost ljudi, ki so se trudili, da bi bili Slovani pismeni. Preko knjige vidimo tudi vpliv Carigrada ter njegovega dvora na svet.

## Izdaje in prevodi
- Prva izdaja iz leta 1984 (COBISS)
- Druga izdaja iz leta 1985 (COBISS)